# Штерн, Борис Гедальевич
Бори́с Геда́льевич Штерн (14 февраля 1947, Киев — 6 ноября 1998, там же) — русский советский, затем украинский писатель-фантаст. Относится к числу самых известных фантастов «четвёртой волны».
Лауреат премий «Старт» (премия фестиваля фантастики Аэлита», 1989), «Еврокон» («Зал славы. Лучший писатель», 1994), «Бронзовая улитка» (1995, 1997, 1998), «Странник» (1995, 1998).

## Биография
Работал разнорабочим в Сургуте и Нижневартовске. Переехал в Одессу. Окончил филологический факультет Одесского государственного университета.
В 1971 году послал свою первую повесть Борису Стругацкому и получил его одобрение. В том же году, служа в армии под Ленинградом в Лебяжье, полулегально отправился из армейской части в Ленинград для знакомства с Борисом Стругацким.
Первый рассказ (юмореска «Психоз») был опубликован в 1975 году. Произведения малоизвестного автора привлекли внимание Бориса Хазанова, и Штерн начал сотрудничество с журналом «Химия и жизнь». В период с 1976 года и до конца 1980-х годов он напечатал несколько научно-фантастических рассказов Штерна: «Фокусники» (1976), «Дом» (1980), «Чья планета?» (1980) и другие.
С начала 1990-х годов Борис Штерн начал больше печататься. Расширился его жанровый диапазон — он обращался к сказкам, сатире, социальной и реалистической прозе. Одно из наиболее известных произведений этого периода — повесть «Записки динозавра», а также продолжение цикла рассказов о приключениях инспектора Бел Амора. Тогда же вышли сборники Бориса Штерна «Кто там?», «Рыба любви» и другие, роман «Эфиоп», получивший премию «Бронзовая улитка».
6 ноября 1998 года Борис Штерн неожиданно умер. Роман об инспекторе Бел Аморе «Вперёд, конюшня!» вышел уже после смерти автора.
Борис Штерн — лауреат премии «Старт» (1989) за сборник «Чья планета?», премии Европейского общества научной фантастики «Еврокон» в номинации «Зал славы. Лучший писатель» (1994). В 1999 году на конгрессе фантастов России «Странник» писателю посмертно присуждена премия «Паладин фантастики».
В 2003 на Киевконе был отмечен в номинации «Лучшая научная фантастика» за свой последний, вышедший посмертно роман «Вперед, конюшня!». Премия была вручена его вдове Татьяне Слысь.

## Особенности творчества

### Ранний период творчества
Условные границы этого периода — 1970—1989 годы. Так как самые ранние произведения Штерна не опубликованы, вряд ли можно судить о периоде его ученичества. Рассказы 1970-х годов — уже зрелые произведения, для которых характерна особая «штерновская» интонация.
Рассказы и повести Штерна 1970—1989 годов можно разделить на «вероятные» и «невероятные», причём достоверность исходной посылки не играет в этой классификации никакой роли: напротив, звездолёты оказываются «невероятными», а разумный дом или ожившая статуя — «вероятными». Причина этого в том, что космос у Штерна полностью создан по иронически переосмысленным штампам фантастики и является откровенно сказочным, а смещённая реальность «вероятных» рассказов — обыденна, так же, как Нос Гоголя или Органчик Салтыкова-Щедрина.
В творчестве Штерна очевидны переклички с Чеховым, которому чужда «позитивистская», «строгая» фантастика и фантастические тексты которого («Чёрный монах», «Летающие острова») построены совершенно на иных по сравнению с «позитивистской» фантастикой художественных принципах. «Космическая» фантастика Штерна содержит в себе не меньше иронии, чем чеховская пародия на Жюля Верна «Летающие острова». В «вероятных» же текстах Штерна нет колебаний между иллюзией и реальностью, фантастическое предстаёт как данность, и от Чехова в этих текстах — главным образом особая тональность, особый взгляд на человека.
Персонажи Штерна похожи на чеховских неудачников, а также на «чудиков» Шукшина. Объединяет персонажей Штерна изначальная, постоянная неприспособленность к жизни — но вместе с тем и поразительное искусство выживания. Среди героев Штерна — живые дома, деды морозы, роботы, драконы; но и они тоже — люди, потому что (как сформулировано в рассказе «Спасать человека») «человек — это тот, кто понимает искусство». В мире Штерна обычный фокус оборачивается чудом (рассказ «Фокусники»), Дед Мороз, участвующий в утреннике в детском саду, оказывается настоящим Дедом Морозом (рассказ «Дед Мороз»), статуя оживает («Голая девка, или Обнажённая с кувшином»), директор завода ведёт торговлю с другим измерением («Производственный рассказ №1») и др. В центре внимания Штерна — не фантастическое событие как таковое, а реакция на него — зазор, возникающий между ожидаемым и случившимся. Необычное, невозможное побуждает персонажей Штерна по-иному взглянуть на мир и самих себя, разрушает принятые условности.
К «невероятным» рассказам Штерна относятся прежде всего рассказы цикла «Приключения инспектора Бел Амора», написанные главным образом в 1980—1990-е годы. Ранние из рассказов этого цикла написаны в духе Роберта Шекли: пародийная космическая фантастика, персонажами которой являются люди, роботы и инопланетяне, а развязка, как правило, оказывается неожиданной.
Для повестей и рассказов Штерна 1970—1980-х годов характерна выверенная стилистика, в основе которой — интонация непринуждённого ироничного рассказа. Ровное течение повествования лишь иногда прерывается неожиданным сравнением или афоризмом: «Звездолет был похож на первую лошадь д'Артаньяна — такое же посмешище» («Спасти человека»), «Как здоровье мадам Особняк? — спрашивал Дом, наслаждаясь беседой» («Дом»).

### Поздний период
Рассказы «Кто там?» и «Туман в десантном ботинке» — переходные по стилистике и тематике. Наиболее полно стилистика и тематика позднего эпизода творчества Штерна воплощены в цикле «Сказки Змея Горыныча» и романе «Эфиоп». Уже для раннего рассказа «Горыныч» (1985), вошедшего в цикл «Сказки Змея Горыныча», характерны двойственная интонация оптимизма/безнадёжности и усиление политических аллюзий — эти особенности сохраняются и в последующих рассказах цикла, написанных в 1990-е годы.
Проза позднего периода творчества Штерна ядовита и саркастична. В рассказах всё чаще встречаются отсылки — не только к советской или постсоветской реальности в целом, но и к конкретным политическим событиям (например, путчу 1991 года). Гораздо реже, чем в творчестве раннего периода, присутствует лирика; характерна гротескная сатира с явным социальным подтекстом.
Произведения этого периода творчества Штерна оказались более спорными, чем ранние. Как утверждает Сергей Бережной, с экспериментами Штерна в области формы связано то, что автор гораздо меньше внимания стал уделять содержанию. Михаил Назаренко по этому поводу отмечает, что вернее было бы сказать, что Штерн изменил объект изображения: «теперь в центре его сочинений — мрачный карнавал реальности, в котором вертятся нарочито схематичные персонажи». Например, в рассказе «Иван-Дурак, или Последний из КГБ» и в повести «Да здравствует Нинель!» Штерн экспериментирует с сюжетами русской и мировой истории, соединяя их в причудливый узор.
Самая сложная и неоднозначная книга Штерна — «Эфиоп, или Последний из КГБ». Это постмодернистский роман, основанный на «низовом» материале; в центре повествования — раблезианский «телесный низ»; согласно карнавальной логике, верх и низ меняются в плане ценностей местами, и «верх» — то есть официальная культура, воплощённая в распространённых обывательских представлениях, — подвергается осмеянию. Разрушению стереотипов способствует, в частности, столкновение стилистических пластов — в романе соседствуют друг с другом летопись, площадная брань, русская и украинская речь, трактат и эссе, стихи и проза.
Ссылаясь на классическое определение мениппеи, данное Михаилом Бахтиным, Назаренко утверждает, что «Эфиоп» полностью соответствует жанру мениппеи, который представлен в мировой литературе текстами Лукиана, Рабле и др. По Бахтину, для мениппеи характерна исключительная свобода сюжетного и философского вымысла; несмотря на это, главными персонажами мениппеи являются исторические и легендарные личности. Мениппея сочетает в себе свободную фантастику, символику, а иногда и мистически-религиозный элемент с крайним и грубым трущобным натурализмом. В этом жанре часты сцены скандалов, эксцентрического поведения, неуместных речей и выступлений, с чем связано пристрастие авторов мениппей к «неуместному», грубому слову. Как отмечает Бахтин, «фантастика служит… не для положительного воплощения правды, а для её искания, провоцирования и, главное, для её испытания». Все эти признаки мениппеи присутствуют в «Эфиопе». Также присутствует там тема утопии (страна Офир), свойственная мениппее.
«Эфиоп» — очень украинская книга, особенно по характеру юмора: присутствуют такие особенности, как самоирония, языковая игра, отсутствие табуированных тем и идеологического диктата автора. В «Эфиопе» полностью отрицается всё то, что навязывается жизни извне (любой системой, хоть политической, хоть литературной). Жизнь в «Эфиопе» независима от идеологии, существует без оглядки на кого бы то ни было, и точно так же сам по себе существует и роман Штерна, не укладывающийся в рамки и каноны.

## Избранная библиография
- Цикл про инспектора Бел Амора: «Чья планета?», «Кто там?», «Досмотр-1 и 2», «Вперёд, конюшня!».
- «Сказки Змея Горыныча»: «Кащей Бессмертный — поэт бесов», «Дед Мороз».
- Повесть «Записки динозавра» (1989—1990).
- Повесть «Рыба любви» (1991).
- Роман «Эфиоп, или Последний из КГБ» (1997).
- Повесть «Второе июля четвёртого года: Новейшие материалы к биографии Антона П. Чехова».

## Цитаты
- Литераторы очень одиноки. Я теряю друзей из-за этой проклятой литературы. Мои близкие (и далекие) в принципе не понимают, чем я занимаюсь... (Из личной переписки, 1981 г.)
- …Я — профи, писать давно надоело, каждое слово выгрызаю зубами. (Из личной переписки, 1983 г.)
- Я перестал любить фантастику. Я не могу ее читать. И не знаю, о чем говорить с этими НФ-сумасшедшими — как НФ-писателями, так и НФ-читателями. Они ни хрена не понимают ни в слове, ни в людях. Ни в жизни, ни в играх — это фанаты чего-то там такого. (Из личной переписки, 1987 г.)